# Parrocchia di Grant
La parrocchia di Grant (in inglese Grant Parish) è una parrocchia dello Stato della Louisiana, negli Stati Uniti. La popolazione al censimento del 2000 era di 18 698 abitanti. Il capoluogo è Colfax.

## Geografia
La parrocchia si trova nel centro-nord dello Stato. Si tratta di un territorio rurale, di cui un terzo rientra in una foresta nazionale. Il fiume Red forma il confine occidentale, mentre il Little quello orientale. La parrocchia ha numerosi corsi d'acqua.

### Parrocchie confinanti
- Parrocchia di Winn - nord
- Parrocchia di LaSalle - est
- Parrocchia di Rapides - sud
- Parrocchia di Natchitoches - ovest

## Storia
La parrocchia fu creata nel 1869 dalle parrocchie di Rapides e Winn e fu chiamata così in onore di Ulysses S. Grant.

## Comuni[5]

### Town
- Colfax (capoluogo)
- Montgomery
- Pollock

### Village
- Creola
- Dry Prong
- Georgetown

### Census-designated places
- Prospect
- Rock Hill